# シルビア・ハニカ
シルビア・ハニカ（Sylvia Hanika, 1959年11月30日 - ）は、旧西ドイツ・ミュンヘン出身の元女子プロテニス選手。1981年の全仏オープン女子シングルス準優勝者。左利き。WTAツアーでシングルス6勝、ダブルス1勝を挙げる。旧西ドイツのテニス界の黄金時代を築いた先駆者のひとりである。
1977年にプロ入り。1978年に地元の大会「ドイツ室内選手権」でプロ初優勝。1981年の全仏オープン決勝戦では、チェコスロバキアのハナ・マンドリコワに 2-6, 4-6 のストレートで敗れた。1982年に女子ツアー年間最終戦（当時の名称は「エイボン・チャンピオンシップス」）決勝戦でマルチナ・ナブラチロワを 1-6, 6-3, 6-4 の逆転で破り初優勝。女子国別対抗戦「フェデレーション・カップ」（現在の名称はフェドカップ）の西ドイツ代表として、1978年-1981年、1984年、1985年、1988年の7度出場した。
ハニカはテニスがオリンピック競技として復活したソウル五輪にも、西ドイツ代表として出場している。先駆者としてのハニカの活躍に刺激されて、ベッティーナ・バンジやクラウディア・コーデ＝キルシュが西ドイツの女子テニス界を盛り上げ、やがて同国最大の選手シュテフィ・グラフが世界の頂点に立った。ハニカはソウル五輪代表として、後輩のグラフの金メダルを見守ることができた。1990年に31歳で現役を引退した。 